# South African Journal of Science
South African Journal of Science is een Zuid-Afrikaans, aan collegiale toetsing onderworpen open access wetenschappelijk tijdschrift op het gebied van de multidisciplinaire wetenschap.
De naam wordt in literatuurverwijzingen meestal afgekort tot S. Afr. J. Sci.
Het wordt uitgegeven door OpenJournals Publishing namens de Academy of Science of South Africa en verschijnt maandelijks.
Het eerste nummer verscheen in 2009.